# Герб Корсунь-Шевченківського району
Герб Корсунь-Шевченківського району — офіційний символ Корсунь-Шевченківського району, затверджений 14 листопада 2001 р. рішенням сесії районної ради.

## Опис
Щит розтятий. На першій срібній частині розтята червона мурована вежа. На другій золотій - зелений лавровий вінок з покладеними поверх нього двома срібними мечами в косий хрест, і лазурова шиповидна база. Щит облямований вінком із золотого колосся, оповитого червоною стрічкою із срібною облямівкою і срібним написом "Корсунь-Шевченківський район".